# Coryphellina rubrolineata
Coryphellina rubrolineata is een zeenaaktslak uit de familie Flabellinidae. Ze komt voor in de tropische wateren de  Middellandse Zee, de Rode Zee, de Grote Oceaan en de Indische Oceaan. De soort voedt zich met eudendrium en halocordyle. Zijn lengte bedraagt 40 mm.